# Тополь ужаса
«Тополь ужаса» (серб. Споменик Топола ужаса) — памятник в Баня-Луке, воздвигнутый властями Республики Сербской в память о жертвах хорватского концлагеря «Ясеновац». Находится в центре города, на Площади жертв Ясеноваца перед зданием Народной скупщины Республики Сербской.
Памятник был открыт 22 апреля 2007 года премьер-министром Республики Милорадом Додиком. Назван по месту массовых казней в Ясеноваце, где под высохшим тополем усташи массово уничтожали людей. Сооружение имеет 8 метров в высоту и 3,3 метра в ширину и выполнено из нержавеющей стали.